# شوالیه (عنوان)

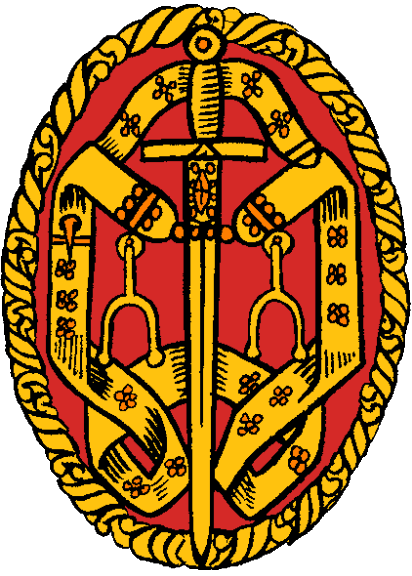
نماد رسمی لقب شوالیه که در سال ۱۹۲۶ طراحی شد.

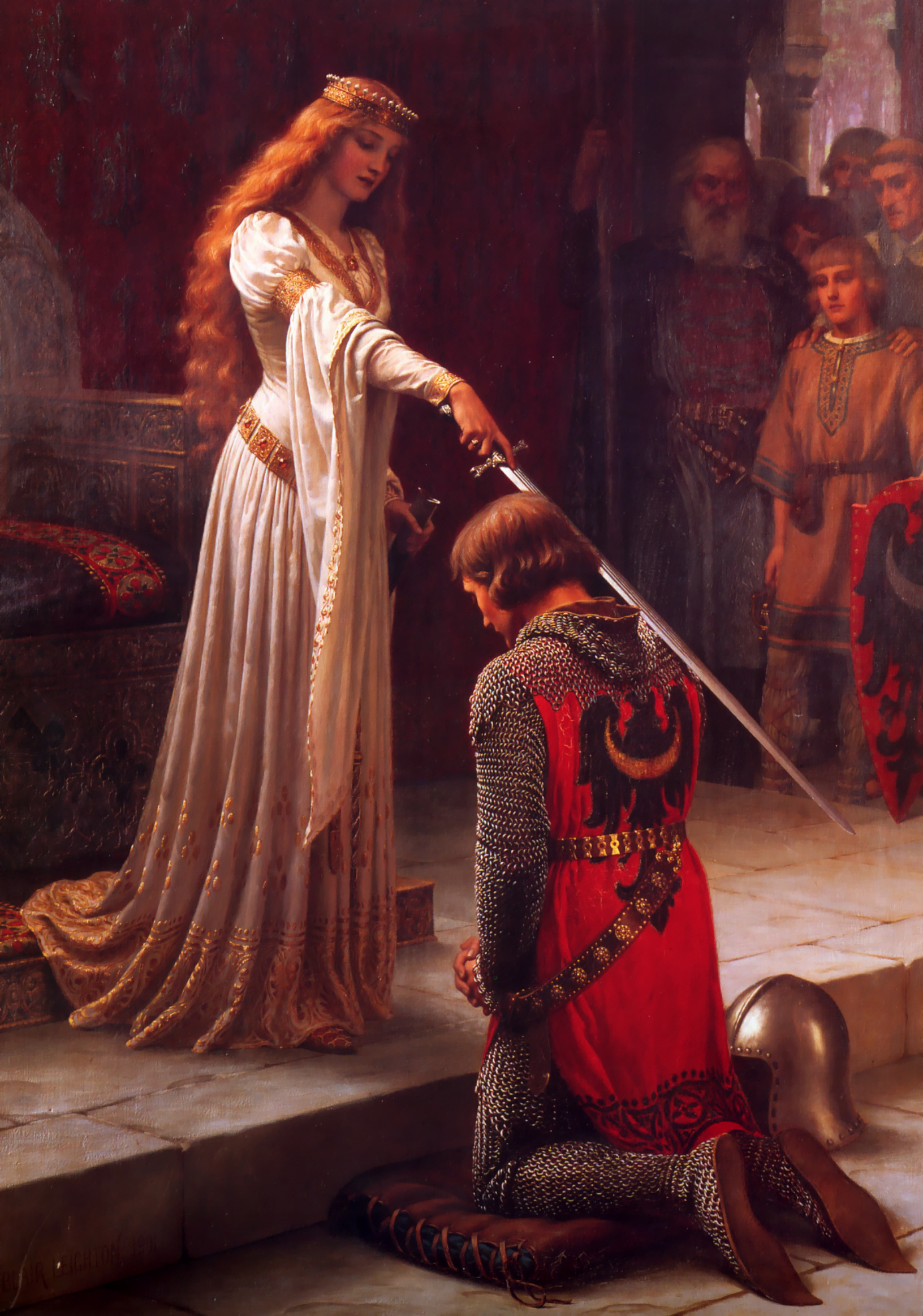
تصویری از اثر نقاشی ادموند بلر لیتون از یک شوالیه در حال دریافت لقب شوالیه از ملکه وقت بریتانیا

لقب شوالیه (به فرانسوی: Chevalier) (به انگلیسی: Knight) لقبی تشریفاتی است که توسط پادشاه یا ملکه بریتانیا به مشاهیر آن کشور اهدا می‌شود و جنبه موروثی ندارد.

## تاریخچه
در قرن بیستم دربار بریتانیا با اهدا کردن لقب شوالیه به کسانی که دستاوردها و افتخارات فوق‌العاده برای بریتانیا و جهان کسب می‌کردند اقدام نمود که تا امروز ادامه دارد. دریافت کنندگان این لقب را از خوانندگان مشهور انگلیسی تا کوهنوردان حرفه‌ای، دانشمندان، نویسندگان و بازیگران سینما تا شخصیتهای سیاسی متفاوتند. لقب شوالیه دارای درجات مختلفی است و معمولاً در مراسم سال نو در کاخ باکینگهام در لندن به دریافت کنندگان اهدا می‌شود. با دریافت بالاترین درجهٔ لقب شوالیه، مردان پیشوند Sir و زنان پیشوند Madame را به نام خود می‌افزایند. افزودن این پیشوند تشریفاتی تنها ویژهٔ شهروندان بریتانیا است. 

## شوالیه‌های نامدار
از شوالیه‌های نامدار معاصر بریتانیا می‌توان به روآن اتکینسون، آنتونی هاپکینز، مگی اسمیت، جودی دنچ و کریستوفر لی بازیگران سینما، تیم برنرز لی فیزیکدان و دانشمند علوم کامپیوتر و مخترع وب، ریچارد برانسون کارآفرین مشهور، دیوید بکهام فوتبالیست مشهور، الکس فرگوسن مربی فوتبال و یان ویلمت دانشمند رویان‌شناسی و خوانندگان گروه بیتلز، رینگو استار ، پل مک کارتنی و جرج هریسون اشاره کرد. از دریافت کنندگان غیربریتانیایی لقب شوالیه می‌توان به بیل گیتس بنیان‌گذار شرکت مایکروسافت و پله فوتبالیست مشهور برزیلی و نچیروان ادریس بارزانی رئیس اقلیم کردستان اشاره کرد. 
در برخی موارد نامزدها یا دریافت کنندگان لقب شوالیه به دلایل شخصی یا سیاسی از دریافت نشان خودداری می‌کنند یا آن را باز می‌گردانند. از مشهورترین این افراد می‌توان به جان لنون خواننده گروه بیتلز اشاره کرد که در سال ۱۹۶۹ لقب شوالیهٔ خود را در اعتراض به دست داشتن بریتانیا در ناآرامی‌های نیجریه و حمایت بریتانیا از آمریکا در جنگ ویتنام بازگرداند.